# بالدلاکالسادا
بالدلاکالسادا (به اسپانیایی: Valdelacalzada) یک شهرستان در اسپانیا است که در استان باداخس واقع شده‌است.